# Acompsomyces
Acompsomyces Thaxt. – rodzaj grzybów z rzędu owadorostowców (Laboulbeniaceae). Grzyby mikroskopijne, pasożyty stawonogów, głównie owadów (grzyby entomopatogeniczne).

## Systematyka
Pozycja w klasyfikacji według Index Fungorum: Acompsomyces, Laboulbeniaceae, Laboulbeniales, Laboulbeniomycetidae, Laboulbeniomycetes, Pezizomycotina, Ascomycota, Fungi.
Takson ten w 1901 r. utworzył Roland Thaxter.

## Gatunki
- Acompsomyces atomariae Thaxt. 1902
- Acompsomyces brunneolus Thaxt. 1905
- Acompsomyces corticariae Thaxt. 1901
- Acompsomyces decarthricola Speg. 1917
- Acompsomyces ephistemi (Thaxt.) Huggert 1972
- Acompsomyces lasiochili (Thaxt.) I.I. Tav. 1985
- Acompsomyces ootypi Santam. 1993
- Acompsomyces parvus R.K. Benj. 1989
- Acompsomyces pauperculus Thaxt. 1902
- Acompsomyces stenichni (Scheloske) I.I. Tav. 1985

Wykaz gatunków według Index Fungorum. W Polsce do 2003 r. podano 2 gatunki: A. atomariae i A. stenichni.